# Lotta libera ai Giochi della XVI Olimpiade - Pesi massimi
La competizione della categoria pesi massimi (oltre 87 kg) di lotta libera dei Giochi della XVI Olimpiade si è svolta dal 28 novembre al 1º dicembre 1956 al Royal Exhibition Building di Melbourne.

## Formato
Ad ogni incontro venivano assegnate le seguenti penalità:
- 0 = Al vincitore per schienata
- 1 = Al vincitore per decisione (verdetto di tre giudici)
- 2 = Allo sconfitto per decisione (1:2)
- 3 = Allo sconfitto per decisione (0:3) o schienata

Con cinque penalità o più il lottatore veniva eliminato.
I tre lottatori rimasti disputavano un torneo finale con i risultati acquisiti nel precedenti turni.

## Risultati
| Legenda                                  | Legenda |
| ---------------------------------------- | ------- |
| Lottatore con 5 penalità o più Eliminato |         |

### 1º Turno
Si è disputato il 28 novembre.
| Vincitore          | Pen. | Risultato | Sconfitto        | Pen. |
| ------------------ | ---- | --------- | ---------------- | ---- |
| Yusein Mekhmedov   | 1    | 3:0       | Hussain Noori    | 3    |
| Ivan Vykhristyuk   | 1    | 3:0       | John Da Silva    | 3    |
| Ken Richmond       | 1    | 3:0       | Lila Ram         | 3    |
| Hamit Kaplan       | 1    | 2:1       | William Kerslake | 2    |
| Ray Mitchell       | 1    | 2:1       | Saburo Nakao     | 2    |
| Taisto Kangasniemi | 0    | Esentato  |                  |      |

### 2º Turno
Si è disputato il 29 novembre.
| Vincitore        | Pen. | Risultato | Sconfitto          | Pen. |
| ---------------- | ---- | --------- | ------------------ | ---- |
| Yusein Mekhmedov | 1    | Schienata | Taisto Kangasniemi | 3    |
| Hussain Noori    | 4    | 3:0       | John Da Silva      | 6    |
| Ivan Vykhristyuk | 2    | 3:0       | Ken Richmond       | 4    |
| Hamit Kaplan     | 1    | Schienata | Lila Ram           | 6    |
| William Kerslake | 2    | Schienata | Ray Mitchell       | 4    |
| Saburo Nakao     | 2    | Esentato  |                    |      |

### 3º Turno
Si è disputato il 30 novembre.
| Vincitore          | Pen. | Risultato | Sconfitto        | Pen. |
| ------------------ | ---- | --------- | ---------------- | ---- |
| Taisto Kangasniemi | 3    | Schienata | Saburo Nakao     | 5    |
| Yusein Mekhmedov   | 2    | 3:0       | Ivan Vykhristyuk | 5    |
| Hamit Kaplan       | 1    | Schienata | Hussain Noori    | 7    |
| Ken Richmond       | 4    | Schienata | William Kerslake | 5    |
| Ray Mitchell       | 4    | Esentato  |                  |      |

### 4º Turno
Si è disputato il 1º dicembre.
| Vincitore          | Pen. | Risultato | Sconfitto          | Pen. |
| ------------------ | ---- | --------- | ------------------ | ---- |
| Taisto Kangasniemi | 3    | Schienata | Taisto Kangasniemi | 6    |
| Yusein Mekhmedov   | 3    | 3:0       | Ken Richmond       | 7    |
| Hamit Kaplan       | 1    | Esentato  |                    |      |

### Turno finale
Si è disputato il 1º dicembre.
| Vincitore        | Pen. | Risultato | Sconfitto          | Pen. |
| ---------------- | ---- | --------- | ------------------ | ---- |
| Yusein Mekhmedov |      | Schienata | Taisto Kangasniemi |      |
| Hamit Kaplan     |      | 3:0       | Taisto Kangasniemi |      |
| Hamit Kaplan     |      | 3:0       | Yusein Mekhmedov   |      |

1. ↑  Disputato nel 2º turno

## Classifica finale
| Pos.         | Atleta             | Nazione          | V.S. |
| ------------ | ------------------ | ---------------- | ---- |
| Oro          | Hamit Kaplan       | Turchia          | 2:0  |
| Argento      | Yusein Mekhmedov   | Bulgaria         | 1:1  |
| Bronzo       | Taisto Kangasniemi | Finlandia        | 0:2  |
| 4            | Ray Mitchell       | Australia        |      |
| Ken Richmond | Gran Bretagna      |                  |      |
| 6            | Ivan Vykhristyuk   | Unione Sovietica |      |
| 7            | Saburo Nakao       | Giappone         |      |
| 7            | William Kerslake   | Stati Uniti      |      |
| 9            | Hussain Noori      | Iran             |      |
| 10           | Lila Ram           | India            |      |
| 10           | John Da Silva      | Nuova Zelanda    |      |